# Futura Volley Busto Arsizio 2013-2014
Questa voce raccoglie le informazioni riguardanti la Futura Volley Busto Arsizio nelle competizioni ufficiali della stagione 2013-2014.

## Stagione
La stagione 2013-14 è per la Futura Volley Busto Arsizio, sponsorizzata dall'Unendo e dalla Yamamay, l'ottava, la settima consecutiva, in Serie A1; tra le conferme: quelle dell'allenatore Carlo Parisi e delle giocatrici Valentina Arrighetti, Giulia Leonardi e Francesca Marcon, che diventa il nuovo capitano. Alle cessioni di Christina Bauer, Maren Brinker, Juliann Faucette, Margareta Kozuch e Carli Lloyd fanno seguito gli acquisti di Ilaria Garzaro, Anne Buijs, Joanna Wołosz, Serena Ortolani e Lonneke Slöetjes, quest'ultima però costretta a saltare la prima parte del campionato per infortunio.

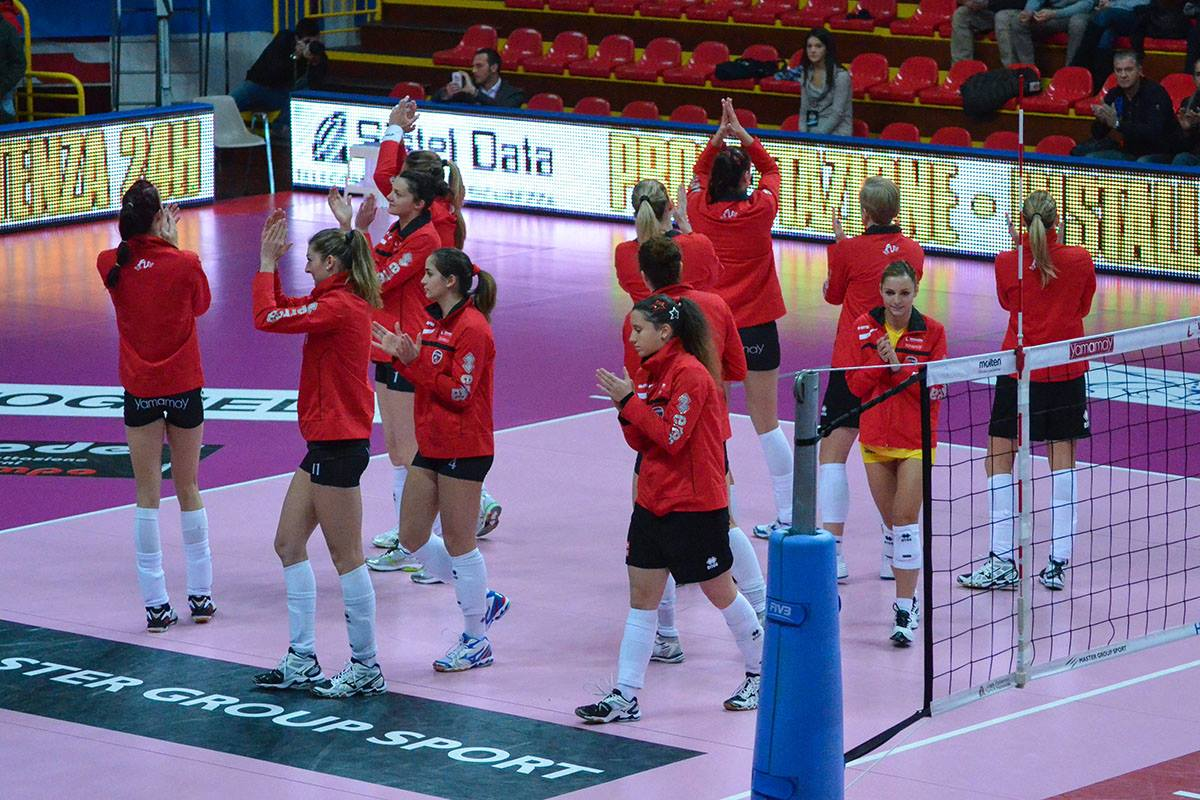
La squadra prima del riscaldamento

Il campionato si apre con una sconfitta, in casa, contro il Volleyball Casalmaggiore, mentre la prima vittoria arriva nella giornata successiva, per 3-0, contro il Forlì: il resto del girone di andata è caratterizzato da un'alternanza di risultati che vede la squadra bustocca sempre vincente in casa, ma sempre perdente in trasferta, con il raggiungimento del quinto posto in classifica, comunque utile per essere ripescata in Coppa Italia. Il girone di ritorno comincia con tre successi consecutivi, a cui fa seguito nuovamente un periodo di risultati al termine, fino alle ultime due gare, concluse con due sconfitte che portano la squadra a chiudere la regular season al sesto posto in classifica. Nei quarti di finale dei play-off scudetto la vittoria in due gare contro il Volley Bergamo consente alla Futura Volley Busto Arsizio di passare al turno successivo: nelle semifinali, ancora in due gare, viene eliminato anche l'Imoco Volley, mentre in finale, la seconda della sua storia, la squadra è battuta in tre gare dal River Volley.
Tutte le squadre partecipanti alla Serie A1 2013-14 sono qualificate alla Coppa Italia: negli ottavi di finale, dopo aver perso la gara di andata contro il Volleyball Casalmaggiore per 3-1, la Futura Volley Busto Arsizio vince quella di ritorno per 3-2, ma è eliminata per il peggior quoziente set. Viene poi ripescata grazie al buon posizionamento al termine del girone di andata del campionato: nei quarti di finale la sfida è contro l'Imoco Volley e le due gare disputate terminano per 3-1, con risultato a favore una volta dell'una e una volta dell'altra squadra, ma la formazione lombarda riesce a qualificarsi per la Final Four grazie alla vittoria del Golden set; in semifinale viene poi sconfitta per 3-0 dal River Volley.
Il primo posto in regular season e l'uscita nelle semifinali dei play-off scudetto nella stagione 2012-13 consente alla Futura Volley Busto Arsizio di partecipare ad una competizione europea: in principio doveva essere la Coppa CEV, ma grazie ad una wild card assegnata dalla CEV all'Italia viene ripescata in Champions League. Tuttavia l'esperienza in Europa non è delle migliori: nella fase a gironi riesce a vincere una sola partita chiudendo all'ultimo posto il proprio raggruppamento, venendo eliminata dalla competizione e non potendo nemmeno usufruire dell'accesso in Coppa CEV a causa della classifica negativa.

## Organigramma societario
Area direttiva
- Presidente: Michele Forte
- Presidente onorario: Raffaele Forte
- Direttore generale: Massimo Aldera
- Amministrazione: Milvia Testa

Area organizzativa
- Team manager: Enzo Barbaro
- Dirigente accompagnatore: Alberto Gallo, Giordano Polato

Area tecnica
- Allenatore: Carlo Parisi
- Allenatore in seconda: Massimo Dagioni
- Scout man: Marco Musso
- Responsabile settore giovanile: Giuseppe Gabri

Area comunicazione
- Ufficio stampa: Giorgio Ferrario
- Responsabile comunicazioni: Enzo Barbaro
- Speaker: Adriano Broglia
- Fotografo: Gabriele Alemani
- Video: Roberto Danieli

Area sanitaria
- Medico: Nadia Brogioli
- Preparatore atletico: Ezio Bramard
- Fisioterapista: Michele Forte
- Massaggiatore: Marco Forte

## Rosa
| N° | Nome                 | Ruolo | Data di nascita   | Nazionalità sportiva |
| -- | -------------------- | ----- | ----------------- | -------------------- |
| 1  | Serena Ortolani      | S/O   | 7 gennaio 1987    | Italia               |
| 2  | Alice Degradi        | S     | 10 aprile 1996    | Italia               |
| 3  | Ilaria Garzaro       | C     | 29 settembre 1986 | Italia               |
| 4  | Marika Bianchini     | S/O   | 24 aprile 1993    | Italia               |
| 5  | Ciara Michel         | C     | 2 luglio 1985     | Regno Unito          |
| 6  | Giulia Leonardi      | L     | 1º dicembre 1987  | Italia               |
| 7  | Francesca Marcon     | S     | 9 luglio 1983     | Italia               |
| 9  | Ilaria Spirito       | P     | 1º gennaio 1994   | Italia               |
| 10 | Lonneke Slöetjes     | S/O   | 15 novembre 1990  | Paesi Bassi          |
| 11 | Anne Buijs           | S     | 2 dicembre 1991   | Paesi Bassi          |
| 13 | Valentina Arrighetti | C     | 26 gennaio 1985   | Italia               |
| 14 | Joanna Wołosz        | P     | 7 aprile 1990     | Polonia              |
| 15 | Alessandra Petrucci  | P     | 11 febbraio 1983  | Italia               |

## Mercato
| Acquisti | Acquisti            | Acquisti      | Acquisti   |
| R.       | Nome                | da            | Modalità   |
| -------- | ------------------- | ------------- | ---------- |
| S/O      | Marika Bianchini    | San Casciano  | definitivo |
| S        | Anne Buijs          | Schweriner    | definitivo |
| C        | Ilaria Garzaro      | Villa Cortese | definitivo |
| C        | Ciara Michel        | Fischbek      | definitivo |
| S/O      | Serena Ortolani     | inattiva      | definitivo |
| P        | Alessandra Petrucci | Forlì Bologna | definitivo |
| S/O      | Lonneke Slöetjes    | Münster       | definitivo |
| P        | Joanna Wołosz       | BKS           | definitivo |

| Cessioni | Cessioni          | Cessioni         | Cessioni   |
| R.       | Nome              | a                | Modalità   |
| -------- | ----------------- | ---------------- | ---------- |
| C        | Christina Bauer   | Fenerbahçe       | definitivo |
| L        | Veronica Bisconti | Pro Victoria     | definitivo |
| S        | Maren Brinker     | Impel            | definitivo |
| P        | Valeria Caracuta  | River            | definitivo |
| S        | Juliann Faucette  | Guangdong Hengda | definitivo |
| P        | Ana Grbac         | Lokomotiv Baku   | definitivo |
| S/O      | Margareta Kozuch  | Azəryol          | definitivo |
| P        | Carli Lloyd       | Imoco            | definitivo |
| S        | Gilda Lombardo    | AGIL             | definitivo |
| C        | Giulia Pisani     | Ornavasso        | prestito   |

## Risultati

### Serie A1

#### Girone di andata
| 1ª giornata - 20 ottobre 2013 PalaYamamay, Busto Arsizio         | Busto Arsizio       | 1 - 3 | Casalmaggiore | 16-25, 25-18, 22-25, 20-25        |
| 2ª giornata - 27 ottobre 2013 PalaRomiti, Forlì                  | Forlì               | 0 - 3 | Busto Arsizio | 21-25, 21-25, 20-25               |
| 3ª giornata - 2 novembre 2013 PalAmico, Castelletto sopra Ticino | Ornavasso           | 3 - 2 | Busto Arsizio | 25-17, 25-17, 20-25, 18-25, 15-13 |
| 4ª giornata - 24 novembre 2013 PalaYamamay, Busto Arsizio        | Busto Arsizio       | 3 - 0 | Bergamo       | 25-19, 25-23, 25-23               |
| 6ª giornata - 8 dicembre 2013 PalaYamamay, Busto Arsizio         | Busto Arsizio       | 3 - 2 | AGIL          | 13-25, 25-18, 21-25, 25-22, 15-13 |
| 7ª giornata - 14 dicembre 2013 PalaMondolce, Urbino              | Robur Tiboni Urbino | 3 - 0 | Busto Arsizio | 25-22, 27-25, 25-22               |
| 8ª giornata - 22 dicembre 2013 PalaYamamay, Busto Arsizio        | Busto Arsizio       | 3 - 0 | LJ            | 25-18, 27-25, 25-21               |
| 9ª giornata - 26 dicembre 2013 Palazzetto dello Sport, Frosinone | IHF                 | 3 - 0 | Busto Arsizio | 25-20, 25-22, 25-23               |
| 10ª giornata - 11 gennaio 2014 PalaYamamay, Busto Arsizio        | Busto Arsizio       | 3 - 0 | River         | 26-24, 26-24, 25-21               |
| 11ª giornata - 19 gennaio 2014 PalaVerde, Villorba               | Imoco               | 3 - 0 | Busto Arsizio | 26-24, 25-11, 25-22               |

#### Girone di ritorno
| 12ª giornata - 2 febbraio 2014 PalaFarina, Viadana         | Casalmaggiore | 2 - 3 | Busto Arsizio       | 23-25, 18-25, 25-14, 25-22, 15-17 |
| 13ª giornata - 9 febbraio 2014 PalaYamamay, Busto Arsizio  | Busto Arsizio | 3 - 0 | Forlì               | 25-17, 25-16, 25-17               |
| 14ª giornata - 16 febbraio 2014 PalaYamamay, Busto Arsizio | Busto Arsizio | 3 - 0 | Ornavasso           | 25-22, 25-21, 25-17               |
| 15ª giornata - 2 marzo 2014 PalaNorda, Bergamo             | Bergamo       | 3 - 1 | Busto Arsizio       | 25-21, 20-25, 25-18, 25-23        |
| 17ª giornata - 8 marzo 2014 Sporting Palace, Novara        | AGIL          | 0 - 3 | Busto Arsizio       | 23-25, 22-25, 17-25               |
| 18ª giornata - 15 marzo 2014 PalaYamamay, Busto Arsizio    | Busto Arsizio | 3 - 1 | Robur Tiboni Urbino | 25-19, 25-15, 17-25, 25-19        |
| 19ª giornata - 23 marzo 2014 PalaPanini, Modena            | LJ            | 3 - 2 | Busto Arsizio       | 19-25, 28-26, 16-25, 25-21, 15-11 |
| 20ª giornata - 30 marzo 2014 PalaYamamay, Busto Arsizio    | Busto Arsizio | 3 - 0 | IHF                 | 25-22, 25-17, 25-16               |
| 21ª giornata - 2 aprile 2014 PalaBanca, Piacenza           | River         | 3 - 1 | Busto Arsizio       | 25-15, 27-25, 16-25, 25-22        |
| 22ª giornata - 5 aprile 2014 PalaYamamay, Busto Arsizio    | Busto Arsizio | 1 - 3 | Imoco               | 31-33, 25-23, 21-25, 26-28        |

#### Play-off scudetto
| Quarti di finale (gara 1) - 9 aprile 2014 PalaNorda, Bergamo          | Bergamo       | 0 - 3 | Busto Arsizio | 21-25, 20-25, 11-25               |
| Quarti di finale (gara 2) - 12 aprile 2014 PalaYamamay, Busto Arsizio | Busto Arsizio | 3 - 0 | Bergamo       | 25-17, 25-23, 25-16               |
| Semifinali (gara 1) - 18 aprile 2014 PalaVerde, Villorba              | Imoco         | 1 - 3 | Busto Arsizio | 25-19, 17-25, 16-25, 15-25        |
| Semifinali (gara 2) - 21 aprile 2014 PalaYamamay, Busto Arsizio       | Busto Arsizio | 3 - 2 | Imoco         | 25-20, 16-25, 25-17, 24-26, 18-16 |
| Finale (gara 1) - 26 aprile 2014 PalaBanca, Piacenza                  | River         | 3 - 1 | Busto Arsizio | 21-25, 26-24, 25-15, 25-23        |
| Finale (gara 2) - 30 aprile 2014 PalaBanca, Piacenza                  | River         | 3 - 0 | Busto Arsizio | 25-19, 25-16, 25-22               |
| Finale (gara 3) - 3 maggio 2014 PalaYamamay, Busto Arsizio            | Busto Arsizio | 0 - 3 | River         | 22-25, 11-25, 21-25               |

### Coppa Italia

#### Fase a eliminazione diretta
| Ottavi di finale (andata) - 9 novembre 2013 PalaFarina, Viadana          | Casalmaggiore | 3 - 1 | Busto Arsizio | 19-25, 25-23, 29-27, 25-23                   |
| Ottavi di finale (ritorno) - 17 novembre 2013 PalaYamamay, Busto Arsizio | Busto Arsizio | 3 - 2 | Casalmaggiore | 25-14, 22-25, 25-21, 26-28, 15-6             |
| Quarti di finale (andata) - 26 gennaio 2014 PalaYamamay, Busto Arsizio   | Busto Arsizio | 1 - 3 | Imoco         | 21-25, 25-17, 23-25, 16-25                   |
| Quarti di finale (ritorno) - 29 gennaio 2014 PalaVerde, Villorba         | Imoco         | 1 - 3 | Busto Arsizio | 22-25, 20-25, 25-18, 22-25 Golden set: 17-19 |
| Semifinali - 22 febbraio 2014 PalaVerde, Villorba                        | River         | 3 - 0 | Busto Arsizio | 25-17, 25-20, 25-11                          |

### Champions League

#### Fase a gironi
| 1ª giornata - 22 ottobre 2013 Sports Games Palace, Baku           | Azəryol       | 3 - 2 | Busto Arsizio | 25-23, 25-23, 19-25, 21-25, 18-16 |
| 2ª giornata - 29 ottobre 2013 PalaYamamay, Busto Arsizio          | Busto Arsizio | 1 - 3 | Imoco         | 13-25, 22-25, 25-22, 17-25        |
| 3ª giornata - 27 novembre 2013 Burhan Felek Spor Salonu, Istanbul | Galatasaray   | 3 - 0 | Busto Arsizio | 26-24, 25-23, 25-11               |
| 4ª giornata - 3 dicembre 2013 PalaYamamay, Busto Arsizio          | Busto Arsizio | 0 - 3 | Galatasaray   | 22-25, 20-25, 23-25               |
| 5ª giornata - 11 dicembre 2013 PalaVerde, Villorba                | Imoco         | 3 - 0 | Busto Arsizio | 25-20, 25-15, 26-24               |
| 6ª giornata - 17 dicembre 2013 PalaYamamay, Busto Arsizio         | Busto Arsizio | 3 - 0 | Azəryol       | 25-14, 25-17, 25-19               |

## Statistiche

### Statistiche di squadra
| Competizione     | Punti | In casa | In casa | In casa | In trasferta | In trasferta | In trasferta | Totale | Totale | Totale |
| Competizione     | Punti | G       | V       | P       | G            | V            | P            | G      | V      | P      |
| ---------------- | ----- | ------- | ------- | ------- | ------------ | ------------ | ------------ | ------ | ------ | ------ |
| Serie A1         | 33    | 13      | 10      | 3       | 14           | 5            | 9            | 27     | 15     | 12     |
| Coppa Italia     | -     | 2       | 1       | 1       | 2            | 1            | 1            | 5      | 2      | 3      |
| Champions League | 4     | 3       | 1       | 2       | 3            | 0            | 3            | 6      | 1      | 5      |
| Totale           | -     | 18      | 12      | 6       | 19           | 6            | 13           | 38     | 18     | 20     |

G = partite giocate; V = partite vinte; P = partite perse

### Statistiche dei giocatori
| Giocatore     | Serie A1 | Serie A1 | Serie A1 | Serie A1 | Serie A1 | Coppa Italia | Coppa Italia | Coppa Italia | Coppa Italia | Coppa Italia | Champions League | Champions League | Champions League | Champions League | Champions League | Totale | Totale | Totale | Totale | Totale |
| Giocatore     | P        | PT       | AV       | MV       | BV       | P            | PT           | AV           | MV           | BV           | P                | PT               | AV               | MV               | BV               | P      | PT     | AV     | MV     | BV     |
| ------------- | -------- | -------- | -------- | -------- | -------- | ------------ | ------------ | ------------ | ------------ | ------------ | ---------------- | ---------------- | ---------------- | ---------------- | ---------------- | ------ | ------ | ------ | ------ | ------ |
| V. Arrighetti | 27       | 352      | 263      | 78       | 11       | 5            | 60           | 44           | 16           | 0            | 6                | 43               | 29               | 11               | 3                | 38     | 455    | 336    | 105    | 14     |
| M. Bianchini  | 27       | 95       | 72       | 4        | 19       | 5            | 21           | 18           | 0            | 3            | 5                | 28               | 24               | 1                | 3                | 37     | 144    | 114    | 5      | 25     |
| A. Buijs      | 25       | 369      | 335      | 24       | 10       | 5            | 96           | 81           | 13           | 2            | 6                | 83               | 72               | 6                | 5                | 36     | 548    | 488    | 43     | 17     |
| A. Degradi    | 6        | 2        | 1        | 1        | 0        | 2            | 0            | 0            | 0            | 0            | 0                | 0                | 0                | 0                | 0                | 8      | 2      | 1      | 1      | 0      |
| I. Garzaro    | 22       | 143      | 106      | 30       | 7        | 5            | 41           | 31           | 9            | 1            | 6                | 40               | 27               | 8                | 5                | 33     | 224    | 164    | 47     | 13     |
| G. Leonardi   | 27       | -        | -        | -        | -        | 5            | -            | -            | -            | -            | 6                | -                | -                | -                | -                | 38     | -      | -      | -      | -      |
| F. Marcon     | 27       | 216      | 194      | 15       | 7        | 5            | 31           | 28           | 2            | 1            | 6                | 40               | 37               | 2                | 1                | 38     | 287    | 259    | 19     | 9      |
| C. Michel     | 17       | 101      | 69       | 27       | 5        | 3            | 2            | 2            | 0            | 0            | 2                | 6                | 5                | 1                | 0                | 22     | 109    | 76     | 28     | 5      |
| S. Ortolani   | 26       | 295      | 252      | 29       | 14       | 5            | 65           | 53           | 8            | 4            | 4                | 21               | 19               | 1                | 1                | 35     | 381    | 324    | 38     | 19     |
| A. Petrucci   | 13       | 7        | 7        | 0        | 0        | 2            | 0            | 0            | 0            | 0            | 3                | 1                | 0                | 1                | 0                | 18     | 8      | 7      | 1      | 0      |
| L. Slöetjes   | 10       | 13       | 11       | 2        | 0        | -            | -            | -            | -            | -            | -                | -                | -                | -                | -                | 10     | 13     | 11     | 2      | 0      |
| I. Spirito    | 20       | -        | -        | -        | -        | 4            | -            | -            | -            | -            | 6                | -                | -                | -                | -                | 30     | -      | -      | -      | -      |
| J. Wołosz     | 26       | 61       | 25       | 25       | 11       | 5            | 11           | 4            | 6            | 1            | 6                | 14               | 7                | 6                | 1                | 37     | 86     | 36     | 37     | 13     |

P = presenze; PT = punti totali; AV = attacchi vincenti; MV = muri vincenti; BV = battute vincenti